# Ángel del Arco y Molinero
Ángel del Arco y Molinero (Granada, 1862-Tarragona,1925) fue un poeta, historiador, arqueólogo y escritor español.

## Biografía
Era funcionario del Cuerpo de Archiveros y fue trasladado al Museo Arqueológico de Tarragona. Palau anota más de veinte obras de todo género escritas por este autor. Narrativas son La algarada de Lucena, leyenda histórica (Málaga, 1886), Andrea (Granada, 1886) y Juana la Violetera (Granada, 1892). Como arqueólogo e historiador se consagró principalmente a las ciudades y provincias de Granada, Málaga y Tarragona, y publicó informes en el Boletín de la Real Academia de la Historia sobre epigrafía romana y el teatro romano de Tarragona, entre otros. También estudió la universidad, la introducción de la imprenta y la bibliografía de esta ciudad y participó en la confección del Catálogo del Museo Arqueológico de Tarragona (1894). Participó en el Primer Congreso Español de Africanistas, celebrado en Granada en 1894. Sus poemas están reunidos en Laureles: obras poéticas (2008).

## Obras
Ediciones
- Romancero de la conquista de Granada, (1889).

Estudios
- Estudios de Arqueología. Disertaciones sobre las principales colecciones de objetos del Museo arqueológico de Tarragona. Tarragona, 1894.
- La imprenta en Tarragona: apuntes para su historia y bibliografía, Impr. de J. Pijoán, 1916.
- Siluetas Granadinas, Granada: imp. de M. Alonso, 1892.
- La antigua Universidad de Tarragona: apuntes y documentos para su historia (Tarragona: Tip. de F. Sugrañes, 1918.
- Glorias de la nobleza española: reseña histórica acerca de los caballeros principales que concurrieron a la conquista de Granada, bienes y honores que recibieron de los Reyes Católicos y casas ilustres españolas que descienden de aquellos conquistadores, Tarragona: Arís, 1899.
- La reconquista de Málaga, 1888.
- Estudio biográfico del Eminentísimo Señor Cardenal D. Luis Belluga, 1891.
- Restos Artísticos e Inscripciones Sepulcrales del Monasterio de Poblet, (Barcelona, 1897).

Teatro
- Sólo para hombres, juguete cómico. 1891.

Poemas
- Hojas y flores. Poesías originales, 1884.
- Dos poesías, 1896.
- Laureles: obras poéticas, 2008.

Narrativa
- La algarada de Lucena, leyenda histórica (Málaga, 1886)
- Andrea (Granada, 1886)
- Juana la Violetera (Granada, 1892).